# سون او فیوردانه

موقعیت سون او فیوردانه در نروژ

 (به نروژی: Sogn og Fjordane) یکی از استان‌های نروژ است که هم‌مرز با استان‌های موره او رومسدال، اوپلاند، بوسکرود و هوردالاند است. مراکز اداری این استان در شهر هرمانسورک قرار دارد و بزرگ‌ترین شهر آن فیورده است.